# Joseph Sullivan
Joseph Sullivan, född den 11 april 1987 i Rangiora i Nya Zeeland, är en nyzeeländsk roddare.
Han tog OS-guld i dubbelsculler i samband med de olympiska roddtävlingarna 2012 i London.